# Tawi-Tawi

Prowincja Tawi-Tawi na mapie Filipin

Tawi-Tawi – grupa wysp i prowincja na Filipinach, położona w południowo-zachodniej części Filipin będąca częścią Archipelagu Sulu.
Administracyjnie należy do Autonomicznego Regionu Muzułmańskie Mindanao (ARMM).
Na wschodzie leży prowincja Sulu, na zachodzie znajduje się należący do Malezji stan Sabah. Do Tawi-Tawi należą też położone na Morzu Sulu wyspa Mapun oraz Wyspy Żółwie. Na południu leży Morze Celebes. Powierzchnia: 3426,6 km². Liczba ludności: 450 346 mieszkańców (2007). Gęstość zaludnienia wynosi 131,4 mieszk./km². Stolicą prowincji jest Panglima Sugala, chociaż de facto siedziba rządu znajduje się w Bongao.